# Compsophis vinckei
Compsophis vinckei är en ormart som beskrevs av Domergue 1988. Compsophis vinckei ingår i släktet Compsophis och familjen snokar.
Inga underarter finns listade i Catalogue of Life.
Artens utbredningsområde är Madagaskar. Denna orm är endast känd från ett litet område i närheten av Andasiba-Mantadia nationalpark på östra sidan av ön. Den hittades vid 900 meter över havet. Exemplar dokumenterades i fuktiga skogar. Honor lägger ägg.
Intensivt skogsbruk och skogarnas omvandling till jordbruksmark hotar beståndet. Det är oklart om Compsophis vinckei kan anpassa sig till förändringar. Antagligen minskar populationen. IUCN kategoriserar arten globalt som akut hotad.